# ديفيد ويليام بيكر
ديفيد ويليام بيكر (بالإنجليزية: David William Baker)‏ هو شخصية أعمال بريطاني، ولد في 30 أكتوبر 1959.